# 황금반디쿠트
황금반디쿠트 (Isoodon auratus)는 오스트레일리아 북부 지역에서 발견되는 짧은코반디쿠트의 일종이다. 호주의 고유종으로서 몸길이 21~43cm, 몸무게 200~600g으로 짧은코반디쿠트속 중에서 가장 작은 종이다.
1년에 7번 짝짓기를 하기 때문에 번식력이 매우 뛰어나지만, 황금반디쿠트는 현재 멸종 위기에 놓여 있다. 한때는 뉴사우스웨일스주/사우스오스트레일리아주 경계 지역을 포함하여, 오스트레일리아 북서부 지역에 상당수가 서식한다고 간주해 왔으나 현재는 웨스턴오스트레일리아주의 킴벌리 지역, 오거스터스 섬, 배로우 섬 그리고 웨스턴오스트레일리아에서 떨어진 미들 제도, 노던 준주의 마친바 섬 등에 제한적으로 분포한다. 금빛 채색 그리고 더 작은 크기 때문에, 갈색반디쿠트와 구별할 수 있다.
머리부터 꼬리까지 길이는 35cm에 달하고 몸무게는 260-655g, 평균 310g 정도이다. 털가죽은 어두운 빛이 감도는 금색이다. 옆구리와 얼굴에서 색이 희미해지며, 배와 발 부분은 연한 호박색이다. 코는 다른 반디쿠트들처럼 뾰족하게 돌출돼 있다. 1897년 웨스턴오스트레일리아주 더비 근처에서 처음 표본이 채취되어 학계에 보고되었다. 잡식동물으로, 알뿌리 식물· 다육 식물·곤충·소형 파충류 등을 먹고 산다. 또한 야행성으로 낮에는 휴식하고 밤 동안에 땅을 파서 먹이를 찾는다.